# Seis dias de Dortmund
Os Seis dias de Dortmund era uma corrida de ciclismo em pista, da modalidade de Corrida de seis dias, que se corria no Westfalenhallen de Dortmund (Alemanha). A sua primeira edição data do 1926 e disputou-se até 2008, a excepção do parêntese do 1935 ao 1951.

## Palmarès
| Ano       | Ganhadores                            | Segundos                              | Terceiros                              |
| --------- | ------------------------------------- | ------------------------------------- | -------------------------------------- |
| 1926      | Fritz Knappe Willy Rieger             | Emil Lewanow Erich Möller             | Marcel Buysse Aloïs Degraeve           |
| 1927      | Willy Lorenz Alessandro Tonani        | Paul Kroll Werner Miethe              | Pierre Rielens Emile Thollembeeck      |
| 1928      | Maurice Dewolf Piet van Kempen        | Gottfried Hürtgen Viktor Rausch       | Alfredo Binda Pietro Linari            |
| 1929      | Alfredo Dinale Karl Göbel             | Gottfried Hürtgen Viktor Rausch       | Jules Van Hevel René Vermandel         |
| 1930      | Gottfried Hürtgen Viktor Rausch       | Alfredo Dinale Karl Göbel             | Georg Kroschel Otto Petri              |
| 1931      | Jan Pijnenburg Adolf Schön            | Alfredo Dinale Karl Göbel             | Paul Broccardo Gabriel Marcillac       |
| 1932      | Piet van Kempen Jan Pijnenburg        | Gottfried Hürtgen Viktor Rausch       | Adolphe Charlier Roger De Neef         |
| 1933      | Paul Buschenhagen Adolf Schön         | Karl Göbel Jan Pijnenburg             | Paul Broccardo Marcel Guimbretière     |
| 1934      | Paul Broccardo Marcel Guimbretière    | Werner Ippen Adolf Schön              | Alfredo Dinale Walter Lohmann          |
| 1935-1951 | edições não realizadas                | edições não realizadas                | edições não realizadas                 |
| 1952 (1)  | Émile Carrara Guy Lapébie             | Severino Rigoni Ferdinando Terruzzi   | Erich Bautz Hans Preiskeit             |
| 1952 (2)  | Hugo Koblet Armin von Büren           | Émile Carrara Heinz Müller            | Gustav Kilian Rik Van Steenbergen      |
| 1953      | Lucien Gillen Ferdinando Terruzzi     | Hugo Koblet Armin von Büren           | Gerrit Peters Gerrit Schulte           |
| 1954      | Lucien Acou Achiel Bruneel            | Lucien Gillen Ferdinando Terruzzi     | Walter Bucher Jean Roth                |
| 1955      | Hugo Koblet Armin von Büren           | Evan Klamer Kay Werner Nielsen        | Horst Holzmann Théo Intra              |
| 1956      | Emile Severeyns Rik Van Steenbergen   | Horst Holzmann Gerrit Schulte         | Reginald Arnold Ferdinando Terruzzi    |
| 1957      | Reginald Arnold Ferdinando Terruzzi   | Emile Severeyns Rik Van Steenbergen   | Hans Junkermann Emil Reinecke          |
| 1958      | Palle Lykke Jensen Kay Werner Nielsen | Reginald Arnold Horst Holzmann        | Fritz Pfenninger Jean Roth             |
| 1959      | Klaus Bugdahl Rik Van Steenbergen     | Hans Junkermann Ferdinando Terruzzi   | Palle Lykke Jensen Kay Werner Nielsen  |
| 1960      | Klaus Bugdahl Hans Junkermann         | Palle Lykke Jensen Kay Werner Nielsen | Reginald Arnold Sydney Patterson       |
| 1961      | Emile Severeyns Rik Van Steenbergen   | Klaus Bugdahl Fritz Pfenninger        | Lucien Gillen Peter Post               |
| 1962      | Peter Post Rik Van Looy               | Rudi Altig Hans Junkermann            | Klaus Bugdahl Fritz Pfenninger         |
| 1963      | Klaus Bugdahl Sigi Renz               | Fritz Pfenninger Peter Post           | Palle Lykke Jensen Rik Van Steenbergen |
| 1964      | Rudi Altig Fritz Pfenninger           | Dieter Kemper Horst Oldenburg         | Palle Lykke Jensen Sigi Renz           |
| 1965      | Fritz Pfenninger Peter Post           | Rudi Altig Dieter Kemper              | Freddy Eugen Palle Lykke Jensen        |
| 1966      | Rudi Altig Sigi Renz                  | Dieter Kemper Horst Oldenburg         | Fritz Pfenninger Peter Post            |
| 1967      | Dieter Kemper Horst Oldenburg         | Klaus Bugdahl Patrick Sercu           | Fritz Pfenninger Peter Post            |
| 1968      | Rudi Altig Patrick Sercu              | Dieter Kemper Horst Oldenburg         | Leo Duyndam Peter Post                 |
| 1969      | Peter Post Patrick Sercu              | Klaus Bugdahl Dieter Kemper           | Rudi Altig Sigi Renz                   |
| 1970      | Rudi Altig Albert Fritz               | René Pijnen Peter Post                | Wilfried Peffgen Wolfgang Schulze      |
| 1971      | Klaus Bugdahl Dieter Kemper           | Rudi Altig Albert Fritz               | Peter Post Patrick Sercu               |
| 1972      | Patrick Sercu Alain Van Lancker       | Dieter Kemper Wolfgang Schulze        | Leo Duyndam René Pijnen                |
| 1973      | Eddy Merckx Patrick Sercu             | Graeme Gilmore Dieter Kemper          | Sigi Renz Wolfgang Schulze             |
| 1974      | René Pijnen Patrick Sercu             | Günther Haritz Udo Hempel             | Klaus Bugdahl Wolfgang Schulze         |
| 1975      | Graeme Gilmore Dieter Kemper          | Eddy Merckx Patrick Sercu             | Günther Haritz René Pijnen             |
| 1976      | Freddy Maertens Patrick Sercu         | Günther Haritz Dietrich Thurau        | Dieter Kemper René Pijnen              |
| 1977      | Dietrich Thurau Jürgen Tschan         | Francesco Moser René Pijnen           | Wilfried Peffgen Patrick Sercu         |
| 1978      | Francesco Moser René Pijnen           | Gregor Braun Wilfried Peffgen         | Patrick Sercu Dietrich Thurau          |
| 1979      | Patrick Sercu Dietrich Thurau         | Danny Clark Horst Schütz              | Albert Fritz Wilfried Peffgen          |
| 1980      | Gregor Braun Patrick Sercu            | Donald Allan Danny Clark              | Gert Frank Albert Fritz                |
| 1981      | Gert Frank Hans-Henrik Ørsted         | Donald Allan Danny Clark              | Wilfried Peffgen Horst Schütz          |
| 1982      | Danny Clark Henry Rinklin             | Robert Dill-Bundi Urs Freuler         | Wilfried Peffgen Horst Schütz          |
| 1983      | Danny Clark Anthony Doyle             | Gert Frank Hans-Henrik Ørsted         | Horst Schütz Dietrich Thurau           |
| 1984      | Francesco Moser René Pijnen           | Gert Frank Hans-Henrik Ørsted         | Danny Clark Horst Schütz               |
| 1985      | Roman Hermann Josef Kristen           | Etienne De Wilde Stan Tourné          | Anthony Doyle Stephen Roche            |
| 1986      | Danny Clark Anthony Doyle             | Stefan Joho Jörg Müller               | Roman Hermann Josef Kristen            |
| 1987      | Danny Clark Roman Hermann             | Pierangelo Bincoletto Volker Diehl    | Anthony Doyle Roland Günther           |
| 1988      | Danny Clark Anthony Doyle             | Volker Diehl Roland Günther           | Roman Hermann Andreas Kappes           |
| 1989      | Andreas Kappes Etienne De Wilde       | Anthony Doyle Torsten Rellensmann     | Danny Clark Volker Diehl               |
| 1990      | Urs Freuler Olaf Ludwig               | Danny Clark Andreas Kappes            | Konstantín Jrabtsov Marat Ganeïev      |
| 1991      | Rolf Aldag Danny Clark                | Andreas Kappes Olaf Ludwig            | Jochen Görgen Peter Pieters            |
| 1992      | Kurt Betschart Bruno Risi             | Olaf Ludwig Peter Pieters             | Rolf Aldag Danny Clark                 |
| 1993      | Kurt Betschart Bruno Risi             | Etienne De Wilde Erik Zabel           | Adriano Baffi Giovanni Lombardi        |
| 1994      | Adriano Baffi Giovanni Lombardi       | Kurt Betschart Bruno Risi             | Rolf Aldag Danny Clark                 |
| 1995      | Rolf Aldag Danny Clark                | Kurt Betschart Bruno Risi             | Etienne De Wilde Erik Zabel            |
| 1996      | Rolf Aldag Erik Zabel                 | Silvio Martinello Marco Villa         | Kurt Betschart Bruno Risi              |
| 1997      | Kurt Betschart Bruno Risi             | Rolf Aldag Silvio Martinello          | Jimmi Madsen Jens Veggerby             |
| 1998      | Rolf Aldag Silvio Martinello          | Kurt Betschart Bruno Risi             | Jimmi Madsen Scott McGrory             |
| 1999      | Kurt Betschart Bruno Risi             | Rolf Aldag Silvio Martinello          | Andreas Beikirch Jimmi Madsen          |
| 2000      | Rolf Aldag Erik Zabel                 | Robert Bartko Silvio Martinello       | Kurt Betschart Bruno Risi              |
| 2001      | Rolf Aldag Erik Zabel                 | Kurt Betschart Bruno Risi             | Andreas Beikirch Andreas Kappes        |
| 2002      | Andreas Beikirch Andreas Kappes       | Rolf Aldag Silvio Martinello          | Kurt Betschart Bruno Risi              |
| 2003      | Kurt Betschart Bruno Risi             | Andreas Beikirch Andreas Kappes       | Rolf Aldag Scott McGrory               |
| 2004      | Rolf Aldag Scott McGrory              | Matthew Gilmore Bruno Risi            | Andreas Beikirch Andreas Kappes        |
| 2005      | Rolf Aldag Erik Zabel                 | Kurt Betschart Bruno Risi             | Robert Bartko Andreas Beikirch         |
| 2006      | Bruno Risi Erik Zabel                 | Guido Fulst Leif Lampater             | Andreas Beikirch Danny Stam            |
| 2007      | Bruno Risi Franco Marvulli            | Leif Lampater Erik Zabel              | Robert Bartko Andreas Beikirch         |
| 2008      | Leif Lampater Erik Zabel              | Robert Bartko Andreas Beikirch        | Michael Mørkøv Alex Rasmussen          |